# Hong'an, Chongqing
Hong'an (kinesiska: 洪安) är en köping i sydvästra Kina. Den ligger i häradet Xiushan i storstadsområdet Chongqing, omkring 290 kilometer sydost om det centrala stadsdistriktet Yuzhong. 
Köpingen fick sin nuvarande utbredning april 2011 genom inkorporering av Pingma socken 